# Erich Otto (Maler)
Erich Otto (* 29. Januar 1906 in Leipzig; † 17. Februar 1990 ebenda) war ein deutscher Maler und Bildhauer.

## Leben und Werk
Otto studierte u. a. bei Paul Horst-Schulze, Fritz Ernst Rentsch und Hans Soltmann (1876–1955) an der Königlichen Akademie für graphische Künste und Buchgewerbe in Leipzig. Danach lebte und arbeitete er hauptsächlich in Leipzig als freischaffender Maler und Bildhauer. In der Zeit des Nationalsozialismus war Otto Mitglied der Reichskammer der bildenden Künste. Er war in dieser Zeit auf mindestens neun Ausstellungen vertreten.
Otto nahm als Soldat der Wehrmacht am Zweiten Weltkrieg teil. Danach arbeitete er in Dresden und später wieder in Leipzig. 1946 war er auf der Kunstausstellung Sächsischer Künstler des Kulturbunds zur demokratischen Erneuerung Deutschlands in Dresden und 1948 auf der Leipziger Kunstausstellung vertreten. Otto war Mitglied im Verband Bildender Künstler der DDR.

## Werke (Auswahl)

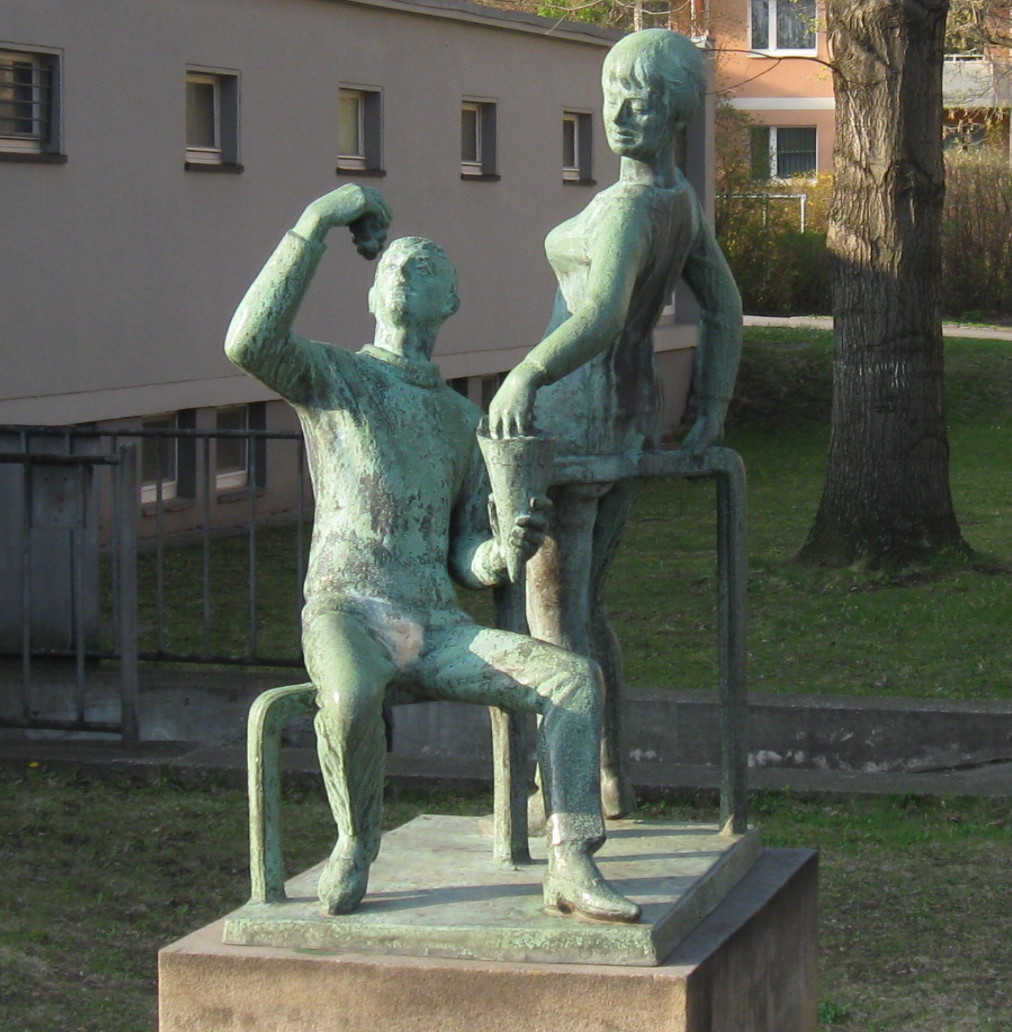
Traubenesser in Dresden, Dürerstraße

### Tafelbilder (Auswahl)
- Sommerliche Landschaft mit Gehöft unter Bäumen (Öl; 1920er/1930er Jahre)[3]
- Kumpel der Braunkohle vor der Einfahrt (Öl; ausgestellt 1953 auf der Dritten Deutschen Kunstausstellung)[4]
- Aktivist Werkleiter E. Neumeister (Öl; ausgestellt 1953 auf der Dritten Deutschen Kunstausstellung)[5]

### Aquarelle
- Dorf am Meer (ausgestellt auf der Leipziger Kunstausstellung 1948)[6]

- Vor dem Gewitter (ausgestellt auf der Leipziger Kunstausstellung 1948)[6]

## Bildhauerei
- Porträt U. (Büste, Gips)[7]
- Völkerfreundschaft (Dreifigurengruppe, Gips, 1952; ausgestellt 1953 auf der Dritten Deutschen Kunstausstellung)[8]
- Arbeiter mit Pressluftmeißel (Statue; 1952, Gips; ausgestellt 1953 auf der Dritten Deutschen Kunstausstellung)[8]
- Traubenesser (Zweifigurengruppe, Bronze, 1961/62; öffentlicher Raum in Dresden, Dürerstraße)
- Student (Büste, Bronze; ausgestellt 1962/1963 auf der Fünften Deutschen Kunstausstellung)[9]